# Репрезентација Јерменије у хокеју на леду
Хокејашка репрезентација Јерменије представља Јерменију на међународним такмичењима у хокеју на леду и под окриљем је Савеза хокеја на леду Јерменије.
Јерменија је чланица ИИХФ од 22. септембра 1999. године.
Репрезентација Јерменске ССР основана је 1962. када је одиграла и прву незваничну утакмицу против селекције Литванске ССР у Свердловску у оквиру Зимске Спартакијаде, и изгубила са 1:0. Прву службену утакмицу под окриљем ИИХФ одиграли су у Рејкјавику (Исланд) 17. марта 2004. против Ирске (поражени са 15:1) у оквиру Светског првенства Дивизије .
Највећи успех остварили су у истом рангу такмичења на првенству 2006. када су забележили до сада једине две службене победе против Ирске (6:0) и Луксембурга (10:6) и освојили 3. место.
Најтежи пораз доживели су против Мексика 2005. када су поражени са чак 48:0.

## Суспензије 2007 и 2010
Репрезентација Јерменије је суспендована са првенства Дивизије III 2007. од стране ИИХФ због чињенице да су за репрезентацију наступали играчи који нису имали држављанство те земље. Због тога је била принуђена да игра додатне квалификације за првенство 2008. Међутим и на тим квалификацијама је било проблема са нелиценцираним играчима, због чега је репрезентација Јерменије дисквалификована из свих такмичења под окриљем ИИХФ на две године.
Након истека суспензије 2010. Јереван је био домаћин првенства Дивизије . Јерменија је на том турниру заузела 2. место изгубивши финални меч од Северне Кореје. Међутим опет се поновила прича са нерегистрованим играчима у тиму због чега је уследила нова дисквалификација. Председник тамошњег савеза је изјавио да је у питању био неспоразум. Јерменија је тако пропустила такмичења у 2011. и 2012. години.

## Резултати на светским првенствима
| Год.  | Место        | Пласман | Категорија (група) |
| ----- | ------------ | ------- | ------------------ |
| 2004. | Рејкјавик    | 5/5     | Дивизија           |
| 2005. | Мексико Сити | 5/5     | Дивизије           |
| 2006. | Рејкјавик    | 3/5     | Дивизија           |
| 2010. | Јереван      | 2/4*    | Дивизија III, Група Б |

- Дисквалификовани, резултати се бришу до коначне одлуке ИИХФ.